# Рахіня
Рахі́ня — пасажирський залізничний зупинний пункт Івано-Франківської дирекції Львівської залізниці.
Розташований у селі Рахиня, Долинський район, Івано-Франківської області на лінії Стрий — Івано-Франківськ між станціями Рожнятів (4 км) та Долина (10 км).
Станом на лютий 2019 року щодня три пари дизель-потягів прямують за напрямком Стрий — Івано-Франківськ.

## Історія
На цьому пристанку вночі з 19 на 20 липня 1925 року після ексу в Долині поліцай зупинив бойовиків Летючої бригади УВО Миколу Ясінського і Дмитра Дубаневича, останній застрелив поліцая.